# Delftsche Studenten Bond
De Delftsche Studenten Bond (DSB) is een studentenvereniging in Delft, in de Nederlandse provincie Zuid-Holland. De vereniging is opgericht op 30 oktober 1897.

## Karakteristieken

### Doelstelling en motto
Het grondbeginsel van de vereniging is de gelijkwaardigheid van de leden; een eerstejaars lid heeft dezelfde rechten en plichten als ieder ander lid.

### Doelgroep
De vereniging richt zich in eerste instantie op studenten aan de TU Delft.

## Symboliek

### Verenigingssymbolen
Het beeldmerk van de Delftsche Studenten Bond is de skyline van de stad Delft, met op de achtergrond de opkomende zon.

## Geschiedenis

### Ontstaan
De DSB was de eerste studentenvereniging in Delft die werd opgericht als alternatief voor een lidmaatschap bij het Delftsch Studenten Corps (DSC). Een groep studenten besloot tot oprichting omdat ze zich bij het DSC niet kon vinden in de gang van zaken. Met name de ontgroening en de hoge kosten van het lidmaatschap waren een punt van kritiek. De groep zag echter wel het nut in van het principe van vereniging, getuige het citaat "voor de ontwikkeling van geest en karakter, voor de menschwording der jongelui, die, pas schooljongens nog, in Delft komend zelfstandig moeten zijn, is samengaan noodzakelijk".
De oprichting van de DSB vond plaats in het stationskoffiehuis aan de Houttuinen, vlak bij Station Delft. Het oprichtingsdocument van de nieuwe vereniging telde 90 handtekeningen (in een tijd dat de toenmalige Polytechnische School te Delft, de huidige Technische Universiteit Delft, zo'n 450 studenten telde).

### Ontwikkeling
De oprichters zagen hun eigen vereniging overigens mogelijk slechts als een oplossing van tijdelijke aard, die opgeheven zou worden zodra het DSC zijn beleid op een aantal punten zou hebben aangepast. Een fragment uit een brief die dhr. Simon Visker, een van de oprichters, in 1917 aan de toenmalige voorzitter van de DSB schreef, vermeldt namelijk de tekst "... De Bond [droeg] van den aanfang af het karakter weer te moeten verdwijnen, zoodra het Corps de beletselen wegnam voor het verenigen van allen, die een georganiseerd studentenleven wenschten".
De reactie van de corpsleden was niet onverdroten positief. Door middel van pesterijtjes en negeren probeerden de leden van het DSC in de beginjaren te laten merken dat zij niet gelukkig waren met de nieuwe vereniging. Pas in 1920 besloot het Corps de DSB als vereniging te erkennen.

## Verenigingspand

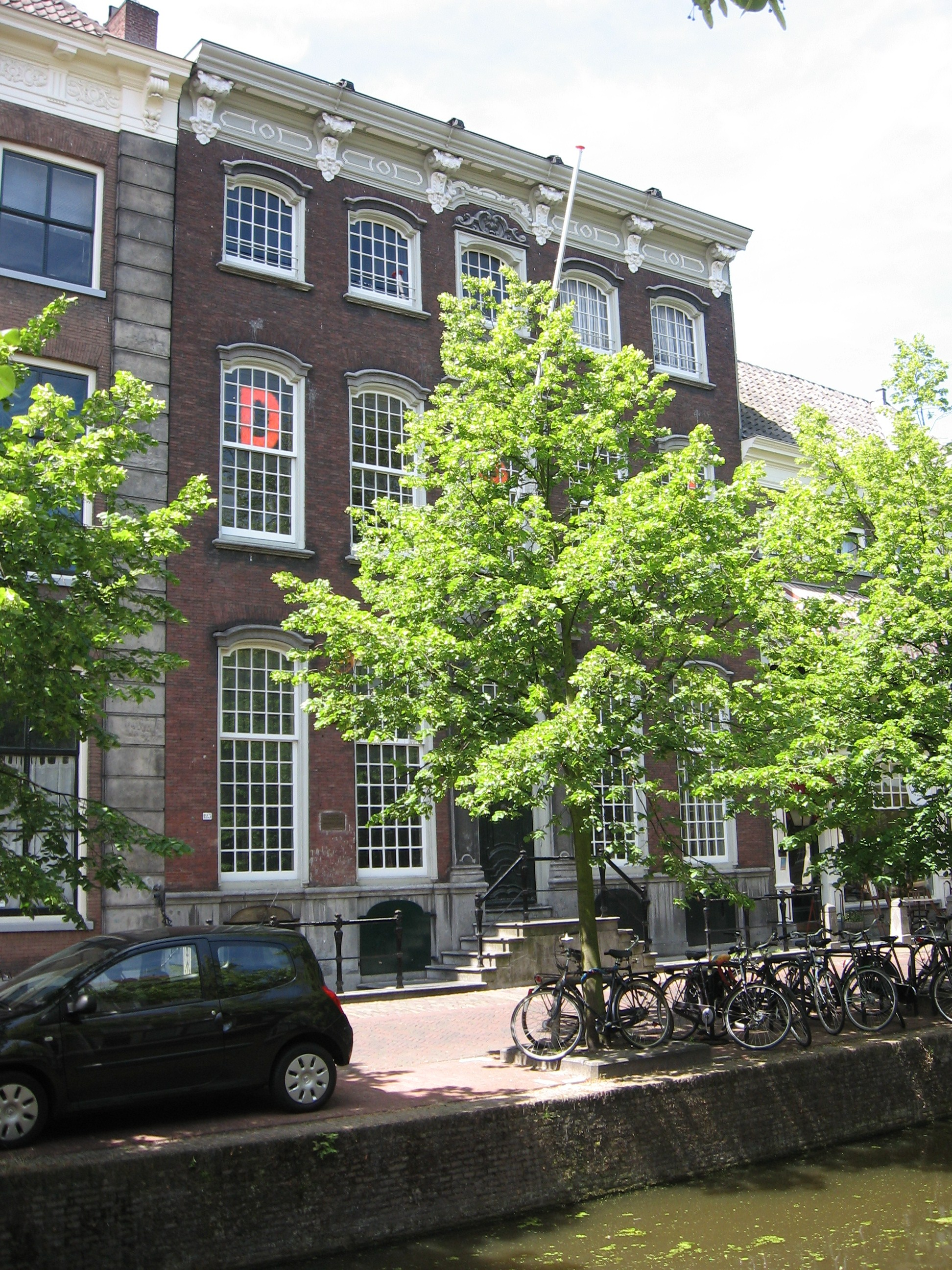
Sociëteit "Tyche", Oude Delft 123

De vereniging is sinds 1953 gevestigd in Sociëteit "Tyche", vernoemd naar de Griekse godin van het lot. Tyche is een monumentaal pand in het centrum van Delft. Het pand bevat vele ruimtes, waaronder een grote achterzaal voor borrels, een voorzaal (die in 1997 geluidsdicht is gemaakt) voor feesten of muziekrepetities, een kelderbar met speciaalbier en mogelijkheden voor kroegsporten zoals darten en poolen. Op de eerste verdieping is 'open eettafel Tyche' gevestigd waar zowel door leden als niet-leden een maaltijd genuttigd kan worden.

## Interne structuur
De Delftsche Studenten Bond heeft een verticale structuur in de vorm van colleges met leden vanuit verschillende jaargangen. Binnen de vereniging zijn bijna alle leden lid van deze colleges. Naast colleges kent de DSB onderverenigingen voor sport en cultuur. teamsporten, klimmen, zeilen, schieten, kaart- of bordspelen, muziek, toneel, tourfietsen, bierbrouwen, autopuzzelritten en debatteren.

## Externe structuur
De vereniging is binnen Nederland lid van de Federatie van Unitates en Bonden en binnen Delft aangesloten bij de Verenigingsraad Delft.